# Adam Milner

a Compétitions nationales et continentales officielles uniquement.

b Matchs officiels uniquement.
Adam Milner, né le 19 décembre 1991 à Wakefield (Angleterre), est un joueur de rugby à XIII anglais évoluant au poste de talonneur, de demi de mêlée ou de troisième ligne dans les années 2010. Il fait ses débuts professionnels en Super League aux Tigers de Castleford en 2010. Grâce à sa polyvalence, il se fait rapidement une place de titulaire. Resté fidèle à Castleford, il n'a pas remporté de titre malgré deux finales, l'une en Challenge Cup en 2014 et une en Super League en 2017. En 2018, il est appelé en équipe d'Angleterre par Wayne Bennett.

## Palmarès
- Collectif :
  - Finaliste de la Super League : 2017 (Castleford).
  - Finaliste de la Challenge Cup : 2014[1] et 2021 (Castleford).

### Détails en sélection
| 1. | 17 octobre 2018  | France           | 44-6  | Amical     | Remplaçant | 0 | 0 | 0 | 0 |
| 2. | 4 novembre 2018  | Nouvelle-Zélande | 20-14 | Test match | Remplaçant | 0 | 0 | - | - |
| 3. | 11 novembre 2018 | Nouvelle-Zélande | 0-34  | Test match | Remplaçant | 0 | 0 | - | - |